# 亚他那修
聖亞他那修（希臘語：Ἀθανάσιος Ἀλεξανδρείας，Athanásios Alexandrías；296年—373年5月2日）或譯為亚大纳削、阿塔拿修，又稱「亞歷山大的亞他那修」或「大聖亞他那修」，是基督教的教父之一。在世時，是埃及亞歷山大城的主教。卒於公元373年5月2日逝世。亚他那修被列為聖人之一。

## 生平
367年在他的第39封書信（Festal Letter 39）中，明確列出新約27卷为聖經正典，是完整新約正典的最早記載。
在公元325年的尼西亞會議中，攻擊亞流主義，最後確立了耶穌和天父上帝是同一本質和平等的思想，為正統基督教教義三位一體的發展奠下歷史性基礎。他也是第一個列出今天《聖經·新約》正典書目的人。其實，亚他那修曾數次受教會譴責，而遭流放。不過因博得同情而獲復職。亞他那修晚年因不滿君士坦丁大帝的所為，指責其所為是反基督，而遭到貶黜和流放。在公元363年，放逐令被取消，再次復職。在他死後，他的神學主張在第一次君士坦丁堡公會議得到全面認同。
亞他那修是基督教史上的偉人，他在亞歷山大教會中很快地晉升，曾在亞歷山大教會任執事。325年召開尼西亞會議時陪同他的主教亞歷山大出席，擔任他的個人助理。到了328年亞歷山大主教過世時，他繼任為亞歷山大教會的主教。他雖多次被放逐到高盧、羅馬、埃及等地，但當他每次從放逐中歸回時，追隨他的眾人都會歡迎他。
在328年接任亞歷山大主教後，亞他那修同時承接了很多當時教會所面對的難題。一個分裂的教派，名叫米利都派（Melitians），當時就在亞歷山大城，激烈地反對亞他那修，對他提出種種的抱怨來反對他，甚至使得帝國政府的法庭在330年，傳喚他向君士坦丁大帝解釋之後才平息下來。但是，到了334年，他又被控瀆職，以致政府在凱撒利亞召開會議來調查他的案件。他被控告以各種奇怪的罪名，從徵收不合法的稅，到謀殺罪、行巫術等都有。而在調查中，那位被舉報為被亞他那修所謀殺的死者，他的名也叫亞他那修，所幸被人發現還活著，而且安然無恙，這次調查到後來所有控告都一個個撤銷掉了。類似的情況後來又發生，335年在泰爾召開的調查會議，竟然定他瀆職的罪並撤除主教職位，儘管亞他那修在亞歷山大城受到大家愛戴。
此後，亞他那修趁著君士坦丁大帝過世，時值337年，返回家鄉亞歷山太，但敵對他的亞流派人起來抗議，宣稱亞他那修不是合法的主教，其中為首的叫貴格利（Gregory），他取得政府的支持，想要以武力逼亞他那修把教會的建築交出來給他，結果引發的動亂不斷擴大，為了避免暴亂持續升高，亞他那修被迫在339年決定離城走避羅馬。可是當他到達亞歷山大港口時，因為政府把動亂原因歸咎於他，禁止他出港搭船離開，所幸亞他那修說服了一位軍官，帶他偷渡出港，並帶他搭船前往羅馬。當時，亞流派與尼西亞派雙方人馬都想取得羅馬主教尤利烏斯的支持。到達羅馬後，亞他那修親自陳明其尼西亞大公會議的立場，很快地取得羅馬聖職人員的支持，羅馬主教並召開會議，宣布亞他那修為亞歷山太教會的合法主教，而貴格利則是不法篡位者。但是亞他那修仍然停留在羅馬，一直等到346年，在亞歷山大的那位主教貴格利過世後，並且經過西方皇帝君士坦斯一世向東方皇帝君士坦提乌斯二世提出要求，讓亞他那修回到亞歷山大，之後亞他那修又再度回到家鄉亞歷山大城。整個亞歷山大城因為他們所愛戴的主教回鄉而大大地慶祝，並且在那裏產生了信仰上的復興。
但是亞歷山大教會仍處在被亞流派掌控的危機，而在353年，君士坦修取得東西方全帝國的統治權他又是堅定的亞流派的支持者，所以亞他那修自己知道，皇帝是不可能保護他的。就在356年，一位新任的部隊將領敘利亞紐斯（Syrianus）被派駐防亞歷山大城，他不理會亞他那修關於合法主教地位的陳情說明。是年二月八日晚上，亞他那修正在一個教堂主持聖餐，當時教會滿了人，敘利亞紐斯命令軍隊包圍教堂，帶著武裝士兵衝入教堂要逮捕亞他那修，亞他那修卻鎮定不受影響，要會眾唱詩篇136篇及其副歌「因他的慈愛永遠長存」，軍隊穿過人群往前時，引起一陣混亂，亞他那修不願離開會堂，要等他的會友們都平安離開，所以他的朋友們圍成緊緊的一圈保護他，不讓他被抓，忽然間，亞他那修昏倒，他的朋友們匆匆將他帶離教堂。
接下來的六年當中，亞他那修過著逃亡的生活。為了逃避士兵的追捕，他在亞歷山大城中到處藏躲，從一家躲到另一家。而他有五年的時間都藏躲在荒野中隱士的小居室，在那裏有許多忠貞的修道隱士，他們的修道住所都是分開單獨居住，靠著這些修道隱士的保護，士兵們一直抓不到他。在荒野的隱居中，亞他那修透過一些中間人以及所寫的信件，仍然繼續執行他主教的工作，儘管此時在亞歷山大城，有另一位屬亞流派的主教，名叫加帕多家的喬治（George of Cappadocia）取代了他的位置。所以後來的傳言，說他曾逃往西班牙並在那裏做過廚師的工作，是不太可能的。
亞他那修的平反來得是出人意料之外。361年，屬亞流派的皇帝君士坦修過世，繼位者名叫叛道者猶利安，他是一位未信主的人，極其厭惡時下最新流行的基督教信仰，他為了讓教會產生儘可能大的混亂，這位皇帝居然下令，叫所有被前任皇帝放逐的主教們，全部返回家鄉。亞他那修理所當然地在362年，又重新出現在亞歷山大的群眾中，愛戴他的人們，為了表示對他盛情地歡迎，將很不高興的亞流派主教喬治，綁在一隻駱駝上燒死──讓人聽起來似乎是很不尊貴的死法。
這次返鄉，亞他那修總算不再被放逐，在亞歷山大任主教直到373年過世。他一生擔任亞歷山大主教46年，當中只有29年是在亞歷山大城，靠著堅忍不拔的剛強性格，以及向著上帝完全委身的忠貞，他始終堅定持守著主教的職分。

## 反對亞流派之因
當時的亞流主義強調基督是受造物，是被上帝造成，且是非人也非神的半神。亞他那修和他們爭論，如果基督是受造者，他怎能成為我們的救主呢？亞他那修擁護尼西亞會議把基督定為與上帝同體的教義。他大部分的著作都是以反對亞流主義為目標。
此外亞他那修也指出，在4世紀時，基督徒聚會常公開的向耶穌敬拜、讚美、禱告，如同敬拜神一樣；若基督是受造物，基督徒的聚會，便有拜偶像的罪。除了透過：
只有神能拯救。
耶穌能拯救。
耶穌是神。
的三段論外，亞他那修用此簡潔有力的方式反駁亞流的主張。
亞流來自亞歷山大城，他倡言只有「聖父」才是完全的上帝。「聖子」，也就是「道」，是在創造萬物之先被造的。亞流擔心如果聖子與聖父同樣有完全的神性，那就變成了兩位上帝。因此，他對信徒的教導是耶穌基督雖然像上帝，但祂並不全然是上帝。在當時有許多東方教會的領袖支持亞流的說法，也有一些是強烈反對他的。

## 尼西亞會議
在尼西亞開的尼西亞會議上，亞流與亞他那修算是對這問題爭辯得最激烈的兩位長老。會議最後的決定完全拒絕了亞流的教導，把它判為異端。並寫成了一個信經──《尼西亞信經》，謂「耶穌是上帝的兒子，……萬物是藉著祂造的。」尼西亞信經寫成，亞他那修是最重要的人物。

## 君士坦丁堡會議
亞流主義在尼西亞會議之後並未消失，反而幾度獲得羅馬皇帝的支持。但最後於西元381年，在君士坦丁堡召開了第二次大公會議。那會議完全拒絕亞流主義，並接納了尼西亞信經為教會正統的信經。
- 今天傳統基督教相信的《亞他拿修信經》，相傳出自他的手筆。
- 他因自己多次的放逐經驗，著《安東尼傳》，對基督徒的修道主義有深遠影響。
- 他在《致馬爾克路書》中藉（詩篇）「找到自己的生活經驗和感情影子」成為個人靈修生活的見證。
- 他在《道成肉身》，以「基督成為人，為教我們得成聖」為他基本觀點，並對「三位一體」教義，貢獻良多。

## 著作
- 《駁異端》
- 《論道成肉身》
- 《反駁阿里烏派》
- 《安当的一生傳記》

### 引用
1. ↑  Everett Ferguson, Church History, vol. one: From Christ to Pre-Reformation（Grand Rapids, MI: Zondervan, 2005）, 118.
2. ↑  Jonathan Hill, The History of Christian Thought（Downers Grove, IL: InterVarsity Press, 2003）, 64-5.
3. ↑  Justo L. Gonzalez, The Story of Christianity: The Early Church to the Present Day, vol. 1（Peabody, MA: Prince Press, 1984）, 176-7.
4. 1 2 3  Jonathan Hill, 65.
5. 1 2  Justo L. Gonzalez, 178.
6. 1 2  Ibid.
7. ↑  陶理博士，《基督徒二千年史》，（香港：海天書樓有限公司，2004），145。
8. ↑  麥葛福，《我思故我信－十大基督徒思想巨擘》，（台北：校園書房，1993），18-20。
9. ↑  祁伯爾，《歷史的軌跡》二千年教會史，李林靜芝譯（台北：校園書房出版社，1986），36。